# Vinegar Hill (Band)

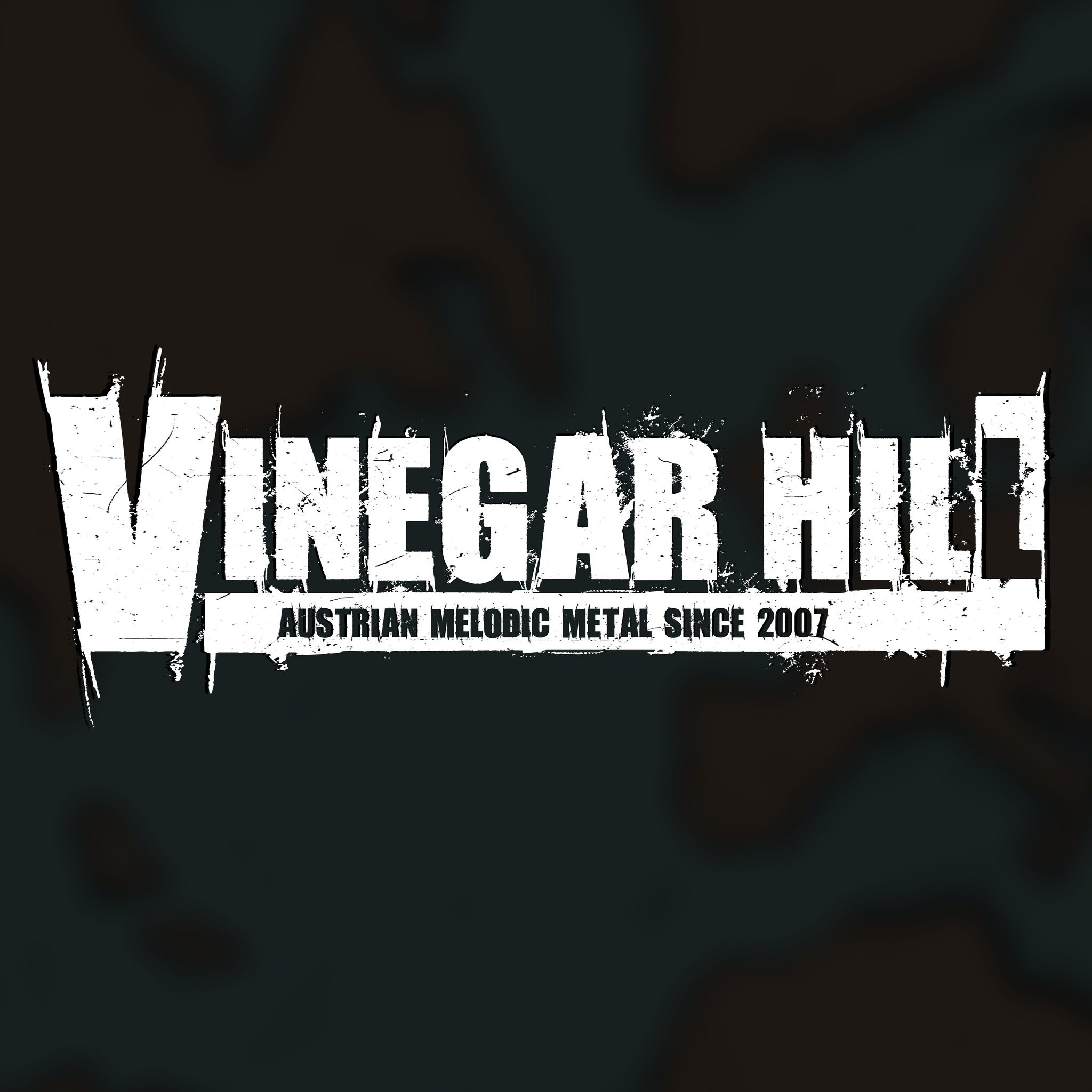

Vinegar Hill ist eine 5-köpfige Melodic-Death-Metal-Band aus der Steiermark in Österreich.

## Geschichte

### 2007–2012: Gründung und erste Veröffentlichungen
Gegründet wurde die Band 2007 in Leoben, Steiermark von Michael Dreschnig (Gitarre, Gesang), Thomas Troppacher (Schlagzeug) und Christian Steiner (Gesang), Lukas Marak (Bass) und Christian Pillich (Gitarre). Im selben Jahr wurden die ersten Shows gespielt und die erste Proberaum-Demo produziert. 2008 spielte Vinegar Hill bei diversen Bandcontests mit und konnte sich beim Newcomer Bandcontest im Orpheum Graz einen Platz im Finale sichern. Auch beim Metalchamp Contest im Planet Music Wien erreichten sie eine Top-Platzierung. In diesem Jahr begannen auch die arbeiten an der ersten ernstgemeinten Veröffentlichung. 2009 wurde die EP From Deathbeds We’ll Rise veröffentlicht. Darauf finden sich 6 Songs, die teils in Eigenregie (instrumentale Aufnahmen) und teils im Heimstudio eines Wiener Tonmeister-Studenten (Gesangsaufnahmen, Mix und Master) produziert wurden. Es dauerte 3 Jahre, bis der nächste Tonträger, diesmal ein Full-Length-Album, veröffentlicht werden sollte. Das nächste Werk der Steirer wurde 2012 mit dem Titel The Road to Grace auf Office4Music veröffentlicht. Die LP beinhaltet 12 Songs, die mit Heiko Ernstreiter in den Neonsound Studios in Leoben produziert wurden. Im Dezember 2012 trennten sich die Wege der Band und des Sängers Christian Steiner.

### 2013–2014: Besetzungswechsel und erste Musikvideos
Im Frühjahr 2013 stieg Dominik Stadler als neuer Sänger in die Band ein. In diesem Jahr spielte die Band nur 4 Shows und musste erst wieder zu neuer Kraft finden. 2014 wurde dann das erste offizielle Musikvideo zur Single Faint Cold Fear veröffentlicht, dass vom Schlagzeuger Thomas Troppacher über Cheap Shots Productions produziert wurde. Der Song wurde in Eigenregie aufgenommen und in den Fascination Street Studios von Jens Bogren gemastert. Kurz darauf gab Christian Pillich seinen Ausstieg aus der Band bekannt. Kurzfristig sprang Markus Keimel als Aushilfsgitarrist ein und spielte einige Shows mit der Band. Beim Kaltenbach Open Air Festival 2014 spielte die Band nur zu viert mit Michael Dreschnig als alleinigen Gitarristen, auch eine weitere Show in Fürstenfeld wurde in dieser reduzierten Besetzung gespielt. Kurz darauf wurde Oliver Seebacher als zweiter Gitarrist in die Band geholt. Im Oktober 2014 konnte wieder in einer 5-Mann-Formation gespielt werden. Im November wurde das zweite Musikvideo zur Single Firebirds veröffentlicht. Produziert wurde der Song erneut in Eigenregie und das Mastering wurde diesmal vom Deutschen Eike Freese übernommen. Das Video wurde ebenfalls wieder von Thomas Troppacher mit Cheap Shots Productions produziert und veröffentlicht. Als Partner für die Backline im Video konnte mit Thomas Wecht von TWSP Amps&Cabinets ein kompetenter Partner gefunden werden. Seitdem wurde die Kooperation mit TWSP Amps&Cabinets weiter vertieft und eine Art Endorsement vereinbart. Beide Videos aus diesem Jahr wurden über den YouTube-Kanal BlankTV aus Los Angeles veröffentlicht.

### 2015–2016: Neues Album, Konzerthighlights und erste Labelgespräche
Im Mai 2015 wurde der zweite Longplayer mit dem Titel Monophobia über RecordJet veröffentlicht. Auch dieses Album wurde in Eigenregie produziert, das Mastering wurde von einem guten Freund, Erich Ettl, übernommen. Monophobia beinhaltet 9 Tracks, davon 7 neue Songs und die beiden Singles aus dem Jahr 2014 als Bonustracks. Vinegar Hill spielte daraufhin eine Releasetour in Österreich mit den deutschen Metalcore-Urgesteinen Deadlock. Kurz darauf wurde die Band für das größte österreichische Open-Air-Festival bestätigt, dem Nova Rock Festival 2015. Am 12. Juni 2015 eröffnete Vinegar Hill das Nova Rock Festival auf der Blue Stage, dieser Auftritt ist als der größte Auftritt der Band bis zu diesem Zeitpunkt zu sehen. Neben weiteren Club- und Festivalshows wurde bereits wieder an neuen Songs gearbeitet. Im Mai 2016 veröffentlichte die Band eine neue Single inkl. Musikvideo mit dem Titel Risk to Fall. Der Song wurde wie gewohnt in Eigenregie produziert und für das Video wurde diesmal ein guter Freund, Rowin Höfer von makmaimedia, als professionelle Unterstützung hinzugezogen. Gedreht wurde u. a. im Bikepark am Semmering und am Gipfel sowie im Schutzhaus vom Stuhleck.
Ende 2016 kam auch die erste Kontaktaufnahme von Art Gates Records an Vinegar Hill, die Gespräche wurden intensiviert und zielten auf einen Deal mit 2017 für das nächste Album ab.

### 2017–2019: Art Gates Records, 3. Studio-AlbumGhost Flowersund Line-Up Wechsel
Im Jänner 2017 wurde der Vertrag bei Art Gates Records für das nächste Album unterschrieben und veröffentlicht. Die Aufnahmen für Ghost Flowers waren bereits voll im Gange, als Veröffentlichungstermin wurde der 1. Dezember 2017 festgelegt und mit Absicht als letzte Veröffentlichung 2017 auf Art Gates Records vom Label empfohlen. Auch die Kooperation mit Sea Shepherd wurde 2017 fixiert, und Vinegar Hill gilt neben weiteren österreichischen Künstlern und Bands als offizielle Supporterband von Sea Shepherd Österreich. Im Juli wurde in Zusammenarbeit mit der Neuen Sportmittelschule Trofaiach und erneuter Unterstützung von Rowin Höfer das nächste Video zur ersten Singleauskopplung aus Ghost Flowers gedreht zum Song Last Piece of Me. Thematisiert wurde das Thema Mobbing und Cyber-Mobbing und als Projekt mit der Schule wurden sämtliche Rollen mit Schülern der Schule besetzt bzw. von der Band gespielt. Veröffentlicht wurde das Video zu Last Piece of Me im September 2017, in weiterer Folge wurden weitere Videos zu Songs vom Album veröffentlicht. Ghost Flowers wurde am 1. Dezember 2017 auf den Markt gebracht. Am 2. Dezember 2017 präsentierte Vinegar Hill ihr neues Album bei einer Release- und 10-Jahres-Jubiläums-Show in ihrer Heimatstadt Leoben.
2018 begann mit dem Metal over Malta Festival im März und ist somit auch die erste Show zu der die Band per Flugzeug anreiste. Als weiteres Highlight in diesem Jahr zählt der Support der Schweden Dark Tranquillity und den Deutschen Equilibrium auf der Atoma Tour Europe 2018 bei 6 Shows im April, gespielt wurde in Österreich, Ungarn, Slowenien, Kroatien und Deutschland. Neben weiteren Festivalshows im Sommer 2018 wurde auch bereits damit begonnen, an neuem Material zu arbeiten für ein viertes Studioalbum.
Im Herbst 2019 kam es zu einem Wechsel an der zweiten Gitarre – Oliver Seebacher verließ die Band, seine Position wurde von Andreas Fahrleitner übernommen.

### 2020–2022: Pandemie, 15 Jahre Bandbestehen, neues Album und ein neuer Sänger
Im Februar 2020 wurde die erste Single im neuen LineUp veröffentlicht. Confined kam mit einem, ebenfalls aus Eigenproduktion stammenden, Musikvideo kurz vor Beginn der Pandemie. Was danach folgte ist allgemein bekannt. Während dem ersten Lockdown in Österreich Mitte März rief die Band zu einem Lockdown-Projekt auf, Fans sollten zum Song „Here With You“ Homevideos drehen und einsenden. Daraus entstand ein sehr unterhaltsames und kreatives Video, „Here With You - The Lockdown Project“. Nach 22 Monaten Bühnenabstinenz spielte die Band am STP Metalweekend als Co-Headliner am zweiten Tag.
2022 feiert die Band ihr 15-jähriges Bandbestehen und veröffentlichen am 25. März 2022 ihr viertes Studioalbum mit dem Titel „Earthbound“. Darauf zu finden sind 13 brandneue Songs; geschrieben, recorded und gemixt von Michael Dreschnig im bandeigenen Studio, gemastert von Alexander Lackner von AL-Audio, für das Artwork wurde der bekannte Künstler Kacper Gilka Art beauftragt, veröffentlicht wird das Album auf RecordJet. Im Vorfeld veröffentlicht die Band 4 Singleauskopplungen, dazu 3 Musikvideos die ebenfalls in Eigenproduktion realisiert wurden, von Thomas Troppacher. „Earthbound“ erhielt von der Presse durchgängig herausragende, positive Kritik und wurde durchwegs mit internationalen Produktionen verglichen.
Mitte März 2022 gab die Band den Ausstieg des langjährigen Sängers Dominik Stadler bekannt, der aus diversen persönlichen Gründen seine Funktion in der Band nicht mehr weiterführen konnte. Gleichzeitig wurde der neue Mann am Mikrofon, Jürgen Mayr, bekannt als Sänger und Mastermind hinter der österreichischen Post-Black-Metal Band SENNTUS, vorgestellt. Nach intensiven Wochen der Vorbereitung mit neuem Sänger werden die Shows 2022 bereits mit Jürgen Mayr absolviert.
Kurz nach Release des vierten Albums begleitet die Band erneut Dark Tranquillity und Ensiferum für 11 Tage auf ihrer Europatournee, mit Auftritten in Deutschland, Tschechien, Ungarn und Österreich. Auch weitere Festival- und Clubshows sind zum 15ten Jubiläum am Programm.

### 9. Dezember 2022: Das Ende einer Ära
Am 9. Dezember 2022 wurde die letzte Show der aktuellen Formation von Vinegar Hill gespielt.
Die Bandmitglieder beschlossen gemeinsam, von nun an getrennte Wege zu gehen und somit wurde die bereits fixierte Show am Scene City Vol.1 in der Heimatstadt der Band zur Farewellshow bestimmt.
Michael Dreschnig verbleibt von nun an als einziges übrig gebliebenes Originalmitglieder und wird versuchen die Band mit neuen Mitstreitern weiter zu führen.

### 2023: Es geht weiter...
Nach einer mehrmonatigen Neufindungsphase gab es ein erstes Lebenszeichen in Form einer Show am "Iron Road for Children Open Air" in Leoben. Die Band spielte zu viert in folgender Besetzung: Michael Dreschnig (guit/voc), Thomas Kaluza (voc), Hannes Aigner (bass), Christian Keimel (drums).

### 2024: Darkness Echoes
Die Band feiert am 11. Juli 2024 beim AREA 53 FESTIVAL ihr Comeback in neuer Besetzung.
Michael Dreschnig (guit/voc), Thomas Kaluza (voc), Christoph Schoberl (drums), Hannes Aigner (bass) und Oliver Seebacher (guit), welcher nach einer Pause von knapp 5 Jahren wieder mit Band auf der Bühne zu sehen ist.
Somit steht auch einem neuen Studioalbum nichts im Wege. DARKNESS ECHOES soll der fünfte Tonträger der Bandgeschichte heißen und wird wieder im bandeigenen Studio produziert.
VÖ: 28. März 2025 via STAMPING GROUND RECORDS / WARNER MUSIC

## Diskografie
- 2007: Demo (Eigenproduktion)
- 2009: From Deathbeds We’ll Rise (EP, Eigenproduktion)
- 2012: The Road to Grace (LP, Neon Sound Studios, Office4Music)
- 2014: Faint Cold Fear (Single, Neon Sound Studios, AcousticsArtRecords)
- 2014: Firebirds (Single, Eigenproduktion, AcousticsArtRecords)
- 2015: Monophobia (LP, Eigenproduktion, RecordJet)
- 2016: Risk to Fall (Single, Eigenproduktion, RecordJet)
- 2017: Ghost Flowers (LP, Eigenproduktion, Art Gates Records)
- 2020: Confined (Single, Eigenproduktion, RecordJet)
- 2022: Earthbound (LP, Eigenproduktion, RecordJet)